# Gabriële Buffet-Picabia
Pour les articles homonymes, voir Buffet.
Gabriële Buffet-Picabia (souvent orthographié Gabrielle Buffet-Picabia), née Madeleine Françoise Marie Gabriële Buffet, est une musicienne française et une personnalité liée au mouvement dada, née le 21 novembre 1881 à Fontainebleau et morte à Paris le 7 décembre 1985.

## Biographie
Gabrielle Madeleine Françoise Marie Buffet est née le 21 novembre 1881 à Fontainebleau,. Elle est la fille du colonel de cavalerie Alphée Buffet et de Laure Hugueteau de Chaillé. Elle est élevée dans une famille sensible au monde de l’art et grandit auprès d’un frère artiste peignant avec classicisme, bien loin des travaux dits visionnaires de son futur époux. L’accès aux classes de composition du Conservatoire est encore limité pour les femmes, elle s’inscrit alors à la Schola Cantorum de Paris en 1899. Elle y suit les cours de composition de Vincent d’Indy, entre 1900 et 1933. En 1906, elle part à Berlin pour poursuivre sa formation avec Ferruccio Busoni. Âgée de 25 ans, à Berlin, elle rencontre Edgard Varèse, futur compositeur.
De passage à Versailles, elle fait la connaissance du peintre Francis Picabia lors d'un trajet automobile, une panne les retenant dans un garage où ils conversent toute une nuit. Ils se marient en 1909.
Elle abandonne la musique à cette époque pour se tourner vers la peinture. D'après deux articles qu'elle publie, elle semble déçue par la musique et pessimiste quant à son avenir. Contrairement à la peinture, la musique ne peut se suffire à elle-même. Elle partage avec Francis Picabia ses recherches picturales qui les mènent à une « peinture pure » d'après ses propres termes.
En octobre 1912, alors qu'elle se trouve avec sa mère dans la maison familiale d'Étival, Picabia l'y rejoint en compagnie de Guillaume Apollinaire et de Marcel Duchamp. Le premier y acheva son fameux poème, Zone (le poème liminaire d'Alcools) ; ce voyage inspire au second quatre « notes marginales » « Route Jura-Paris » de La Boîte de 1914, prélude à son œuvre La Mariée mise à nu par ses célibataires, même.
Gabriële Buffet-Picaba soutient la création et la carrière de son mari. Elle organise des conférences et des expositions. En 1913, elle l'emmène à New York pour l'Armory Show en mars 1913 ; première grande exposition d'art aux États-Unis,,. Leurs enfants sont placés dans une pension pendant ce temps.
Aux États-Unis, elle donne des conférences sur l'art moderne, rencontre Gertrude Stein et donne des interviews. À son retour, elle souhaite ouvrir sa propre galerie d'art en 1914 mais le déclenchement de la Première Guerre mondiale met un terme au projet. Cependant, elle constitue une importante collection de peintures qui est perdue après sa mort. Pendant la guerre, elle est volontaire auprès de la Croix-Rouge mais séjourne souvent à l'étranger, New York et Barcelone notamment, avec Francis Picabia qui tente d'échapper à la conscription.
Elle a quatre enfants avec Francis Picabia : Marie, Pancho, Gabrielle Cécile dite « Jeannine » et Vicente, et divorce en 1930.
Pendant la Seconde Guerre mondiale, elle s'engage dans la Résistance, de même que sa fille Jeannine,.
Elle apparaît à la télévision dans un documentaire de Jean-Marie Drot et Charles Chaboud intitulé Les Heures chaudes de Montparnasse, diffusé sur l'unique chaîne de télévision le lundi 18 mars 1963 et, en 1967, dans Dada, un documentaire de Marcel Janco et Greta Deses.
Elle meurt à plus de 104 ans le 7 décembre 1985 à Paris.

## Distinction
- Médaille de la Résistance française (décret du 10 décembre 1943)[15]

## Postérité
En août 2017, Anne et Claire Berest, ses arrière-petites-filles et petites-filles de Vincente Picabia, racontent son histoire dans leur ouvrage Gabriële, publié aux éditions Stock. Elles écrivent que c'est son frère qui lui présente Picabia ; elle ne rencontrera Marcel Duchamp que plus tard en apportant des tableaux chez le galeriste de son mari. Et c'est Picabia qui lui présente Apollinaire en juin 1912 en Angleterre. En 2023, elles publient la correspondance de Picabia avec Gabriële, Lettres et poèmes à Gabriële (Seghers, 2023).

## Publications
- « Impressionnisme musical », in La Section d’Or, n° 1, 9 octobre 1912
- « Modern Art and the public », in Camera Work, juin 1913
- « Musique d'aujourd'hui », in Les Soirées de Paris, n° 22, mars 1914, p. 181-183
- Jean Arp, essai, coll. « L'Art abstrait », Presses littéraires de France, 1952
- Aires abstraites, Genève, Pierre Cailler Éditeur, 1957 - préfacé par Jean Arp
- « Picabia, l'inventeur », in L'Œil, n° 18, juin 1956
- Rencontres avec Picabia, Apollinaire, Cravan, Duchamp, Arp, Calder, P. Belfond, 1977

### Traductions
- Clemens Brentano, Histoire du brave Gaspard et de la belle Annette, Paris, Mercure de France - Bruxelles, Nouvelle Revue de Belgique, 1942
- Vassily Kandinsky, Regard sur le passé, galerie René Drouin, 1946

## Hommage
- Jardin Gabriële-Buffet (20e arrondissement de Paris)

## Documentaire
- Marthe Le More, Gabriële Buffet-Picabia, la femme au cerveau érotique, Arte, 2022[6].